# Yuni
Yuni o Yuny fue un antiguo oficial egipcio de la dinastía XIX, durante el reinado del faraón Seti I. 

## Biografía

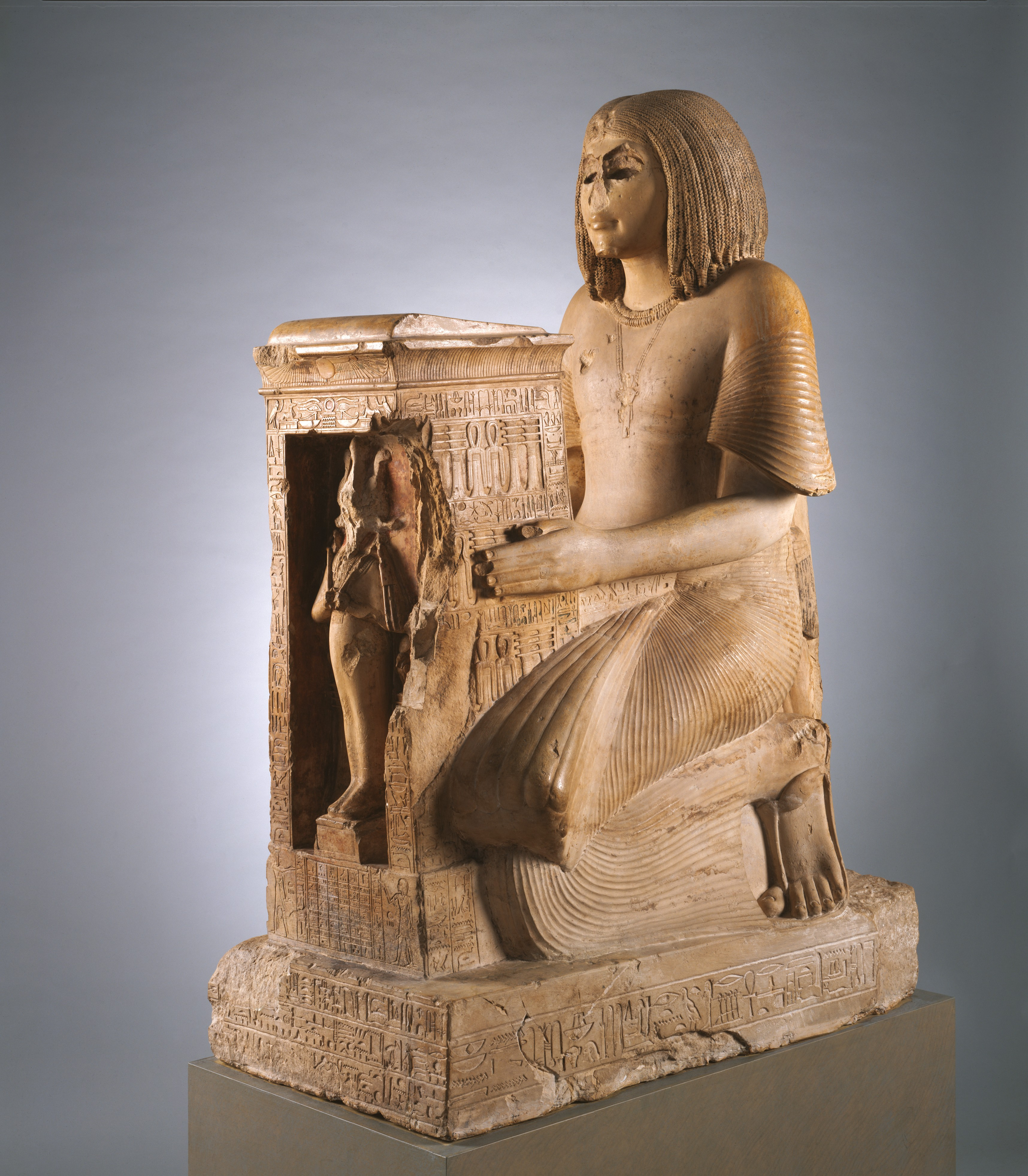
Estatua de Yuni arrodillado sujetando una capilla con la estatua de Osiris. Museo Metropolitano de Arte.

Desempeñó los cargos de escriba jefe de la corte, probablemente, médico, supervisor de los sacerdotes de Sejmet y mayordomo real.
Su tumba fue encontrada al sur de Asiut, en Deir Durunka, donde es mencionado como un príncipe heredero (Iry-pat) y noble (Haty-a). El nombre de su esposa era Renenutet, que era cantora de Amón. 
En 1913 se desenterró una estatua doble de tamaño natural de ellos en la tumba y santuario de su padre, el médico Amenhotep. Allí se encuentra la inscripción:
Que todo lo que salga de la mesa de ofrendas [del dios] ... y todo alimento puro que salga del Gran Recinto [el complejo del templo de Heliópolis] sea para el escriba jefe, escriba real de las letras, Yuni, justificado.
Se ha hallado otra estatua que representa a Yuni arrodillado, sujetando una capilla entre sus piernas, que contiene una estatua de Osiris, dios de la regeneración.